# Alqualondë
Alqualondë est une ville imaginaire du légendaire de l'écrivain britannique J. R. R. Tolkien, apparaissant notamment dans Le Silmarillion.

## Géographie
Le port d'Alqualondë est situé sur le rivage oriental d'Aman, entre la chaîne des Pelóri et la mer.

## Histoire
Alqualondë est fondé par les Elfes Teleri venus de Tol Eressëa. Leur roi est Olwë, le frère de Thingol, souverain de Doriath.
Le Massacre d'Alqualondë, ou premier Massacre Fratricide (en ce sens qu'il oppose des Elfes à d'autres Elfes), a lieu à la fin des Années des Arbres.
Fëanor conduit les Noldor révoltés contre les Valar hors de Tirion. Leur objectif est de retourner en Terre du Milieu, où s'est enfui Morgoth après avoir dérobé les Silmarils et tué Finwë, le père de Fëanor. La traversée nécessite des navires, et Fëanor cherche à convaincre les Teleri d'Alqualondë de partir avec eux, ou du moins de céder leurs navires. Olwë refuse, et Fëanor rassemble son armée pour s'emparer des vaisseaux de force.
« Alors les épées jaillirent et des combats féroces s'engagèrent sur les navires et les jetées, sur les quais du port éclairés par des lampes, et jusque sur l'arche de pierre qui en fermait l'entrée. »
Les troupes de Fëanor sont repoussées à trois reprises par les Teleri. Lorsque Fingolfin arrive, à la tête du principal contingent de Noldor, il se lance dans la bataille pour secourir son peuple, ignorant les origines de l'affrontement. Plus nombreux et mieux armés (les Teleri ne disposant que d'arcs), les Noldor sont vainqueurs et prennent le contrôle des navires. Les Maiar Ossë et Uinen, amis des Teleri, feront couler nombre de vaisseaux durant la traversée.

## Adaptations
Les récits du « Silmarillion » n'ont pas fait l'objet d'adaptations télévisuelles, radiophoniques ou cinématographiques. Cependant des artistes ont réalisé des illustrations d'Alqualondë, comme Ted Nasmith ou Jef Murray.